# Lista de transferências nacionais de poder em 2024
A seguir está uma lista de transferências de poder entre chefes de Estado nacionais, chefes de governo, primeiros-ministros e outros cargos equivalentes no ano de 2024. Todos os países que atuam como Estados soberanos de facto, de acordo com os critérios da Lista de Estados soberanos, estão incluídos.

## Chefes de Estado
| Data   | País           | Cargo      | Incumbente           | Partido                              | Entrando         | Partido            | Causa     | Fonte |
| ------ | -------------- | ---------- | -------------------- | ------------------------------------ | ---------------- | ------------------ | --------- | ----- |
| 1 Jan  | Suíça          | Presidente | Alain Berset         | Partido Social Democrata             | Viola Amherd     | O Centro           | Rotação   | [ 1 ] |
| 3 Jan  | Ilhas Marshall | Presidente | David Kabua          | Independente                         | Hilda Heine      | Independente       | Eleição   | [ 2 ] |
| 14 Jan | Dinamarca      | Rainha/Rei | Margarida II         | N/A                                  | Frederico X      | N/A                | Abdicação | [ 3 ] |
| 14 Jan | Guatemala      | Presidente | Alejandro Giammattei | Vamos                                | Bernardo Arévalo | Movimiento Semilla | Eleição   | [ 4 ] |
| 22 Jan | Libéria        | Presidente | George Weah          | Congresso para a Mudança Democrática | Joseph Boakai    | Partido da Unidade | Eleição   | [ 5 ] |

## Chefes de governo e primeiros-ministros
| Data   | País               | Cargo             | Incumbente                       | Partido                                      | Entrando                         | Partido                             | Causa    | Fonte |
| ------ | ------------------ | ----------------- | -------------------------------- | -------------------------------------------- | -------------------------------- | ----------------------------------- | -------- | ----- |
| 1 Jan  | Chade              | Primeiro-ministro | Saleh Kebzabo                    | União Nacional para a Democracia e Renovação | Succès Masra                     | Les Transformateurs                 | Nomeação | [ 6 ] |
| 9 Jan  | França             | Primeiro-ministro | Élisabeth Borne                  | Renascimento                                 | Gabriel Attal                    | Renascimento                        | Renúncia | [ 7 ] |
| 17 Jan | Kuwait             | Primeiro-ministro | Ahmad Al-Nawaf Al-Ahmad Al-Sabah | N/A                                          | Mohammad Sabah Al-Salem Al-Sabah | N/A                                 | Renúncia | [ 8 ] |
| 28 Jan | Macedônia do Norte | Primeiro-ministro | Dimitar Kovačevski               | União Social-Democrata                       | Talat Xhaferi                    | União Democrática para a Integração | Renúncia | [ 9 ] |